# فوريست (مقاطعة سانت كروا)
فوريست، مقاطعة سانت كروا (بالإنجليزية: Forest, St. Croix County, Wisconsin)‏ هي بلدة تقع بولاية ويسكونسن في الولايات المتحدة. تبلغ مساحتها 96.4 (كم²)، وترتفع عن سطح البحر 370 م، بلغ عدد سكانها 590 نسمة في عام 2000 حسب إحصاء مكتب تعداد الولايات المتحدة وتصل الكثافة السكانية فيها 6.1 نسمة/كم2.

## وصلات خارجية
- The US50 - Cities and Towns in Wisconsin State
- Wisconsin Cities and Towns, Facts, Map, Flag, Colleges, Government, and More